# Serafín Asensio-Vega y Muñoz
Serafín Asensio-Vega y Muñoz (Badajoz, 1836 - La Parra, 8 de febrer de 1905) fou un militar espanyol.

## Biografia
De família benestant, estudià a l'Acadèmia General Militar de Toledo. En 1853 assolí el grau d'alferes. Participà en la Guerra d'Àfrica i es va distingir a la batalla de Wad-Ras (1860), raó per la qual fou distingit amb la Creu Llorejada de Sant Ferran. En 1861 va contribuir a esclafar la revolta de Loja. Ascendit a tinent, va lluitar amb Joan Prim i Prats en la batalla de los Castillejos (1868), que va suposar l'enderrocament d'Isabel II d'Espanya.
Durant la Tercera Guerra Carlina (1872-1876) fou nomenat comandant general de Valls, va alliberar Caldes de Montbui i aixecà el setge de Vilanova i la Geltrú. En abdicar Amadeu I va proclamar a Badajoz la Primera República Espanyola. El 1876 fou declarat benemèrit de la pàtria. Cap el 1877 ingressà en la francmaçoneria.
Ascendit a tinent coronel, el 25 de juliol de 1882 va protagonitzar un pronunciament en proclamar la república a Badajoz promogut per l'Associació Republicana Militar (dirigida per Manuel Villacampa del Castillo i Manuel Ruiz Zorrilla) secundat pel seu Regiment de Cavalleria de Villaviciosa; el cop va fracassar per la manca de coordinació amb les altres unitats que s'havien de revoltar. En fracassar el cop va fugir a Portugal amb les seves tropes i d'allí a França. Fou amnistiat el 1891 i tornà a Espanya. Es va establir a La Parra, on va morir el 8 de febrer de 1905.